# Litodonta gigantea
Litodonta gigantea är en fjärilsart som beskrevs av Barnes och Benjamin 1924. Litodonta gigantea ingår i släktet Litodonta och familjen tandspinnare. Inga underarter finns listade i Catalogue of Life.